# Nachtjasmin

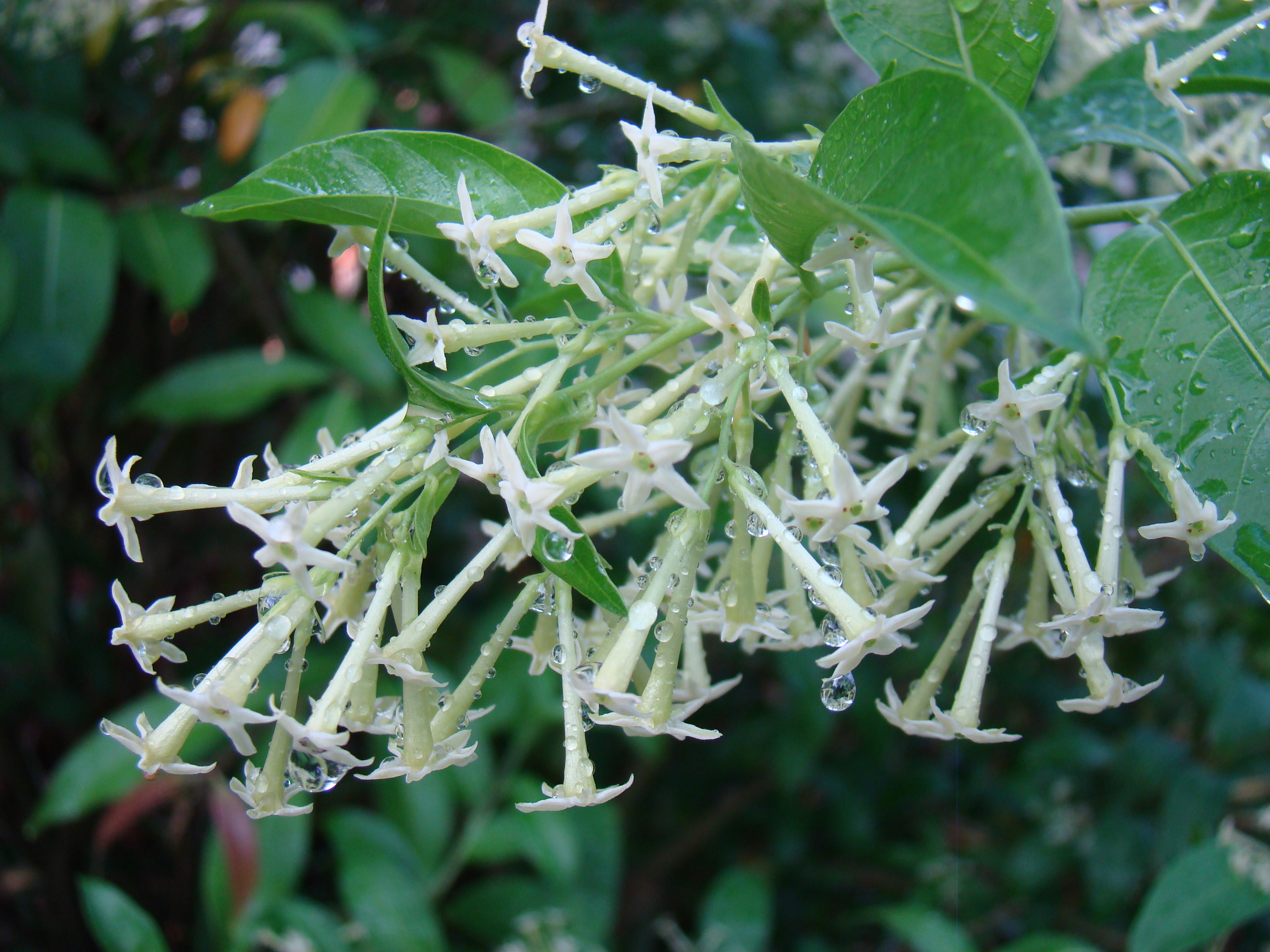
Blütenstand

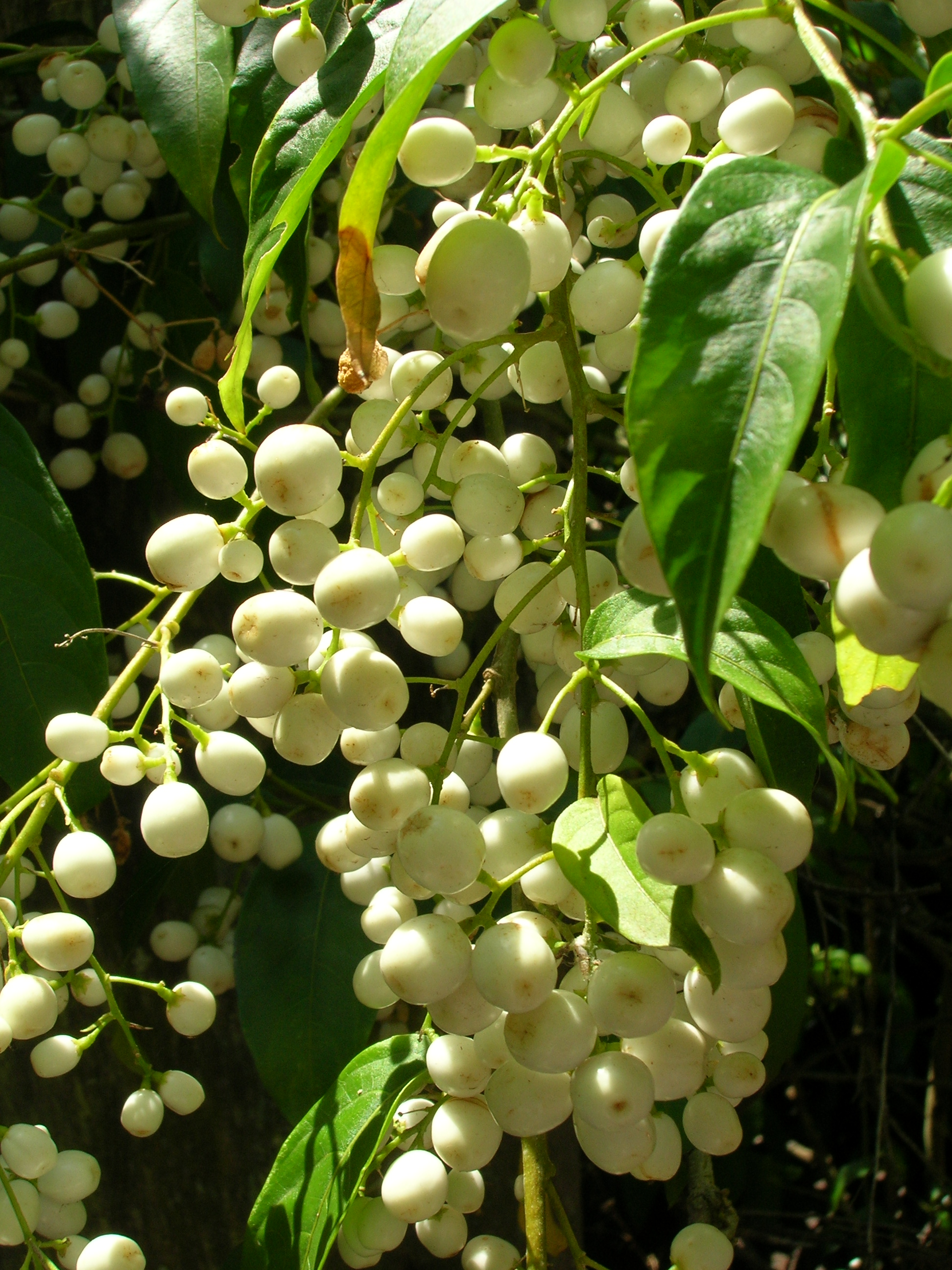
Fruchtstand

Der Nachtjasmin (Cestrum nocturnum, Syn.: Cestrum suberosum Jacq.) ist eine Pflanzenart aus der Gattung der Hammersträucher (Cestrum) in der Familie der Nachtschattengewächse (Solanaceae). Diese in der Karibik und in Zentralamerika beheimatete Art ist in vielen tropischen und subtropischen Ländern verwildert. Nachtjasmin wird auch als Zierpflanze verwendet, besonders wegen des starken Dufts, den sie hauptsächlich nachts und in den Abendstunden verbreitet.

## Beschreibung
Der Nachtjasmin ist ein gelegentlich kletternder Strauch mit schlanken Zweigen, der Wuchshöhen von bis zu 5 Metern erreicht. Die Pflanze ist schwach flaumhaarig behaart und stark beblättert.
Die wechselständigen, ganzrandigen Laubblätter werden 6 bis 15 cm lang und 2 bis 4,5 cm breit. Sie sind zugespitzt oder spitz, die Basis ist abgerundet oder stumpf. Zunächst sind die teils drüsigen, lederigen Blätter fein behaart, verkahlen jedoch. Die Blattstiele sind 0,8 bis 2 cm lang. Es sind „Pseudonebenblätter“ vorhanden.
Die meist vielblütigen, herabhängenden, kurzen, meist rispigen oder traubigen Blütenstände stehen endständig oder in den Achseln. Es sind wenige Tragblätter vorhanden. Die Blütenstiele sind von kleinen Deckblättern begleitet und werden 2 bis 3 mm lang. Die zwittrigen Blüten duften nachts sehr stark. Die fünf Kelchblätter sind zu einem glockenförmigen, etwa 2 mm langen Kelch verwachsen mit fünf kurzen, spitzen Zipfeln, die sich an der Frucht leicht vergrößern, gerippt und stachelspitzig werden. Innen- und Außenseite des Kelchs sind fein behaart. Die schmal trichterförmige Krone mit kurzen Zipfeln ist grünlich oder gelblich-weiß, cremefarben bis gelb gefärbt. Die Kronröhre hat eine Länge von 14 bis 20 mm und ist außen und meist innen kahl. Die eiförmigen Zipfel sind am Rand gefaltet und am Rand außen behaart. Die fünf kurzen, freien Staubblätter in der oberen Kronröhre sind gleichgestaltig, die Staubfäden mit kleinem Anhängsel am Grund sind etwa auf 3 mm Länge frei. Die breite Narbe steht leicht über die Krone hinaus. Der kahle Fruchtknoten ist oberständig und es ist ein Diskus vorhanden.
Die Frucht ist eine weiße, rundliche bis elliptische, mehrsamige Beere von etwa 0,8–1 cm Länge, die nur bis zu 8 texturierte, ungleichförmige Samen enthält.
Die Chromosomenzahl beträgt 2n = 16.

## Vorkommen und Standorte
Der Nachtjasmin ist auf den Antillen sowie in Teilen Mittelamerikas beheimatet. Der Standort des Typusexemplars ist Jamaika. In vielen Gärten der gesamten tropischen Region wird die Art oft wegen ihres starken Duftes als Zierpflanze gezogen.
Die Pflanze wächst an feuchten und nassen Standorten in Dickichten und Wäldern, nur gelegentlich auch an offenen Standorten. Sie findet sich in Höhenlagen unterhalb 1800 m.

## Systematik
Cestrum nocturnum ist die Typusart der Gattung der Hammersträucher (Cestrum).